# Късоуха лисица
Късоуха лисица (Atelocynus microtis) е хищен бозайник от семейство Кучеви (Canidae).

## Физически характеристики
Късоухата лисица е с дължина на тялото 97 – 130 cm и височина 35 cm. Тя е с къси крака и набито тяло. Муцуната е дълга и тънка, а ушите са къси (34 – 52 mm). Гърбът е рижаво-сив до черен, надолу към корема изсветлява. Опашката е гъста и почти черна, дълга е до 35 cm и помага на животното да мени посоката си при бягане. Между пръстите си има частично редуцирани ципи, които са свидетелство за полуводния начин на живот на неговите предци.

## Разпространение
Видът е разпространен във влажните тропически гори в басейна на Амазонка на територията на Бразилия, Боливия, Перу, Еквадор и Колумбия. Среща се и в поречията на Ориноко и Парана.

## Начин на живот и хранене
Видът е предимно месояден. В дневната му диета се включват риба, насекоми и малки бозайници.

## Размножаване
Късоухата лисица води самотен начин на живот. Само по време на брачния сезон се събира в брачни двойки. Той е по времето на сухия сезон. Ражда 2 до 4 малки.

## Подвидове
Съществуват два подвида на късоухата лисица както следва:
- Atelocynus microtis microtis
- Atelocynus microtis sclateri